# Foot Ball Club Torino 1914-1915
Questa voce raccoglie le informazioni riguardanti il Foot Ball Club Torino nelle competizioni ufficiali della stagione 1914-1915.

## Rosa
| N. |                     | Ruolo | Calciatore            |
| -- | ------------------- | ----- | --------------------- |
|    | Italia (bandiera)   |       | Carlo Arnaboldi       |
|    | Svizzera (bandiera) |       | Enrico Bachmann I (c) |
|    | Italia (bandiera)   |       | Carlo Capra II        |
|    | Italia (bandiera)   |       | Giovanni D'Auria I    |
|    | Italia (bandiera)   |       | Guido Debernardi II   |
|    | Italia (bandiera)   |       | Carlo De Marchi       |
|    | Italia (bandiera)   |       | Mario Fiamberti       |
|    | Italia (bandiera)   |       | Domenico Giorda       |
|    | Italia (bandiera)   | P     | Giuseppe Morando I    |
|    | Italia (bandiera)   |       | Francesco Morando II  |

| N. |                   | Ruolo | Calciatore                 |
| -- | ----------------- | ----- | -------------------------- |
|    | Italia (bandiera) |       | Vittorio Morelli di Popolo |
|    | Italia (bandiera) |       | Francisco Mosso I          |
|    | Italia (bandiera) |       | Benito Mosso II            |
|    | Italia (bandiera) |       | Eugenio Mosso III          |
|    | Italia (bandiera) |       | Musso                      |
|    | Italia (bandiera) |       | Silvio Peruzzi II          |
|    | Italia (bandiera) |       | Enrico Ruffa               |
|    | Italia (bandiera) |       | Carlo Tirone               |
|    | Italia (bandiera) |       | Attilio Valobra II         |

## Risultati

### Prima Categoria

#### Girone B

##### Girone di andata
| Arbitro: | Hess (Torino) |

|                                                 |           |           |
| Ruffa 2’ Zola 17’ (aut.) Tirone 18’ Mosso I 28’ | Marcatori | 87’ Croce |

| Arbitro: | Portigliatti (Torino) |

|  |           |                                |
|  | Marcatori | 15’ Mosso I 26’ 64’ Peruzzi II |

| Arbitro: | Scamoni (Torino) |

|          |           |                                            |
| Bodo 34’ | Marcatori | 6’ Mosso I 8’ Mosso II 44’, 49’, 87’Tirone |

| Arbitro: | En.Pasteur (Genova) |

|             |           |                 |
| Mosso I 89’ | Marcatori | 70’ Boglietti I |

| Arbitro: | Hess (Torino) |

|                                                |           |  |
| Tirone 9’ Ruffa 37’ Mosso I 66’ Bachmann I 85’ | Marcatori |  |

##### Girone di ritorno
| Arbitro: | Armano (Torino) |

|           |           |                    |
| Motta 12’ | Marcatori | 56’ 70’ Bachmann I |

| Arbitro: | Scamoni (Torino) |

|                             |           |  |
| Peruzzi II Tirone Mosso III | Marcatori |  |

| Arbitro: | Terzolo (Genova) |

|                                        |           |      |
| Mosso I Mosso III Bachmann I .’ (rig.) | Marcatori | Eula |

| Arbitro: | Pedroni (Milano) |

|                     |           |                                        |
| Giriodi Boglietti I | Marcatori | Debernardi II Mosso III Tirone Mosso I |

| Torino 6 dicembre 1914 10ª giornata | Piemonte | 0 – 2 | Torino |  |

#### Girone Semifinale
| Arbitro: | Mauro (Milano) |

|                             |           |       |
| Mosso III Mosso I Fiamberti | Marcatori | Costa |

| Arbitro: | Terzolo (Genova) |

|                  |           |  |
| Tirone Fiamberti | Marcatori |  |

| Arbitro: | En.Pasteur (Genova) |

|  |           |         |
|  | Marcatori | Mosso I |

| Arbitro: | Terzolo (Genova) |

|        |           |                             |
| Piazza | Marcatori | Mosso III Tirone Bachmann I |

| Arbitro: | Resegotti (Milano) |

|       |           |                          |
| Porta | Marcatori | Mosso III Tirone Mosso I |

| Torino 4 aprile 1915 5ª giornata | Torino | 2 – 0 | Como |  |

#### Girone finale
| Arbitro: | En.Pasteur (Genova) |

|                  |           |           |
| Tirone Arnaboldi | Marcatori | Aebi Asti |

| Arbitro: | Resegotti (Milano) |

|           |           |            |
| Greppi 2’ | Marcatori | 7’ Mosso I |

| Arbitro: | Pedroni (Milano) |

|                                    |           |            |
| Fiamberti Tirone Mosso I Mosso III | Marcatori | Santamaria |

| Arbitro: | Portigliatti (Torino) |

|                             |           |         |
| Agradi .’ (rig.) Cevenini I | Marcatori | Mosso I |

| Arbitro: | Scamoni (Torino) |

|                       |           |              |
| Bachmann I 35’ (rig.) | Marcatori | 39’ Van Hege |

| Genova 23 maggio 1915 6ª giornata | Genoa | – | Torino |  |

## Statistiche

### Statistiche di squadra
| Competizione    | Punti | In casa | In casa | In casa | In casa | In casa | In casa | In trasferta | In trasferta | In trasferta | In trasferta | In trasferta | In trasferta | Totale | Totale | Totale | Totale | Totale | Totale | DR  |
| Competizione    | Punti | G       | V       | N       | P       | Gf      | Gs      | G            | V            | N            | P            | Gf           | Gs           | G      | V      | N      | P      | Gf     | Gs     | DR  |
| --------------- | ----- | ------- | ------- | ------- | ------- | ------- | ------- | ------------ | ------------ | ------------ | ------------ | ------------ | ------------ | ------ | ------ | ------ | ------ | ------ | ------ | --- |
| Prima Categoria |       | 11      | 8       | 3       | 0       | 35      | 9       | 10           | 8            | 1            | 1            | 31           | 9            | 21     | 16     | 4      | 1      | 66     | 18     | +48 |

### Statistiche dei giocatori
| Giocatore        | Prima Categoria | Prima Categoria |
| Giocatore        | Presenze        | Reti            |
| ---------------- | --------------- | --------------- |
| Arnaboldi        | 3               | 1               |
| E. Bachmann I    | 19              | 6               |
| C. Capra II      | 19              | 0               |
| G. D'Auria I     | 3               | 0               |
| G. Debernardi II | 17              | 3               |
| C. De Marchi     | 12              | 0               |
| M. Fiamberti     | 6               | 4               |
| D. Giorda        | 1               | 0               |
| G. Morando I     | 19              | -18             |
| F. Morando II    | 15              | 0               |
| M. di Popolo     | 1               | 0               |
| F. Mosso I       | 19              | 15              |
| B. Mosso II      | 7               | 1               |
| E. Mosso III     | 19              | 10              |
| Musso            | 1               | 0               |
| S. Peruzzi II    | 9               | 4               |
| E. Ruffa         | 10              | 1               |
| C. Tirone        | 19              | 16              |
| A. Valobra       | 10              | 0               |